# Xiuzhou
Xiuzhou léase Siú-Zhóu (en chino simplificado, 秀洲区; pinyin, Xiùzhōu qū) es un distrito urbano bajo la administración directa de la ciudad-prefectura de Jiaxing. Se ubica en la provincia de Zhejiang, este de la República Popular China. Su área es de 547 km² y su población total para 2010 fue cerca a los 600 mil habitantes.

## Administración
El distrito de Xiuzhou se divide en 9 pueblos que se administran en 4 subdistritos y 5 poblados.